# ABCG5
El miembro 5 de la subfamilia G del casete de unión a ATP es una proteína que en humanos está codificada por el gen ABCG5.

## Función
La proteína codificada por este gen es miembro de la superfamilia de transportadores de casete de unión a ATP (ABC). Las proteínas ABC transportan varias moléculas a través de membranas extra e intracelulares. Los genes ABC se dividen en siete subfamilias distintas (ABC1, MDR / TAP, MRP, ALD, OABP, GCN20, White). Esta proteína es miembro de la subfamilia White. La proteína codificada por este gen funciona como un medio transportador para limitar la absorción intestinal y promover la excreción biliar de esteroles. Se expresa de una manera específica de tejido en el hígado, el colon y el intestino. Este gen está distribuido en tándem en el cromosoma 2, en una orientación de cabeza a cabeza con el miembro de la familia ABCG8. Las mutaciones en este gen pueden contribuir a la acumulación de esteroles y a la aterosclerosis, y se han observado en pacientes con sitosterolemia.